# NGC 3029
NGC 3029 ist eine Balkenspiralgalaxie vom Hubble-Typ SBc im Sternbild Sextant am Südsternhimmel. Sie ist schätzungsweise 287 Millionen Lichtjahre von der Milchstraße entfernt.
Das Objekt wurde am 8. Februar 1886 vom US-amerikanischen Astronomen Lewis Swift entdeckt.